# Я потеряла своё тело
«Я потеряла своё тело» (фр. J’ai perdu mon corps) — полнометражный анимационный фильм 2019 года, созданный французским режиссёром Жереми Клапеном по мотивам романа Гийома Лорана «Happy Hand». В фильме показано путешествие отрезанной кисти руки, которая ищет человека, которому принадлежала, параллельно через флешбэки рассказывается история главного героя.
Премьера фильма состоялась на Неделе критики на Каннском кинофестивале 2019 года, причём фильм завоевал там гран-при, став первым в истории анимационным фильмом, получившим эту награду. Фильм получил множество других кинопремий и номинировался среди лучших анимационных полнометражных фильмов на церемонии «Оскар» 2020 года. Права на показ фильма в большинстве стран были выкуплены платформой Netflix.

## Сюжет
Молодой человек лежит на полу в крови, его кисть аккуратно отрезана. Затем кисть показана в холодильнике медицинской лаборатории. Она сбегает из лаборатории и начинает путешествие по переулкам Парижа туда, где живёт её хозяин. По пути кисти приходится преодолевать множество трудностей: она встречает голубя, который хочет сбросить её с крыши, в метро на неё нападают крысы, на улице кисть хватает и приносит домой собака. Параллельно через флешбэки рассказывается история жизни самого молодого человека — Науфеля. Его детство в Марокко показано в чёрно-белой гамме: мальчик увлекается музыкой и хочет стать одновременно пианистом и космонавтом. Ему дарят магнитофон, и его хобби становится запись звуков вокруг него. Однажды во время возвращения домой на машине мальчик отвлекает отца, и происходит авария: родителя Науфеля погибают, а его отправляют в Париж к дяде и кузену Рауфу. Науфель работает разносчиком пиццы, однако с ним постоянно происходят несчастья и он часто опаздывает к клиентам.
Однажды Науфель на скутере едет доставлять пиццу девушке по имени Габриэль, но из-за аварии сильно опаздывает, а потом не может открыть дверь подъезда. Тем не менее, через домофон он разговаривает с девушкой и влюбляется в неё. Он узнаёт, что она работает в библиотеке, и на следующий день незаметно следует за ней до дома её дяди-плотника. Там он делает вид, что пришёл по объявлению о помощнике. Хотя дядя Жижи уже давно не планировал брать помощника, он соглашается принять Науфеля в свою мастерскую. Науфель съезжает от своего дяди в квартиру над мастерской. Время от времени он видит Габриэль, но не признаётся, что он и есть тот разносчик пиццы. Разведав заброшенную стройку неподалёку, Науфель сооружает на крыше деревянное иглу. Когда кузен Науфеля неожиданно приглашает Габриэль на вечеринку, Науфель вместо этого зовёт её в иглу, куда приносит такую же пиццу, которую когда-то заказывала девушка. Он признаётся, что был тем самым разносчиком, но Габриэль реагирует резко, считая, что Науфель обманом хотел добиться от неё взаимности. Она уходит, а расстроенный Науфель идёт на вечеринку к Рауфу, где напивается и устраивает драку.
Наутро Науфель идёт на работу в мастерскую. С трудом соображая из-за похмелья, он начинает пилить доски на ленточной пиле. Его отвлекает муха, которую он пытается поймать (образ мухи преследовал Науфеля с детства, и отец объяснял ему, как ловить муху), но браслет его часов затягивает в пилу, и у него отрезает кисть.
Науфель, уже выйдя из больницы, лежит в своей комнате в депрессии, слушая старые магнитофонные записи, в том числе сделанные во время последней поездки с родителями. Пока он спит, кисть заползает на подушку рядом с ним, но уже не может стать частью руки. Через некоторое время в пустую комнату заходит Габриэль. Она ищет Науфеля и находит возле деревянного иглу его магнитофон. По последней записи, сделанной Науфелем, она понимает, что он осуществил то, о чём они говорили когда-то: сделал нечто необычное, чтобы уйти от предопределённости, а именно перепрыгнул с крыши заброшенного дома на стоящий рядом башенный кран. В последнем флешбэке показан Науфель, который радуется успешному прыжку и с крана смотри на город под ним, в то время как его отрезанная кисть отползает назад в снег.

## Роли озвучивали
- Хаким Фарис — Науфель
- Виктуар Дю Буа — Габриэль
- Патрик д’Асумсао — дядя Жижи
- Альфонсо Арфи — Науфель в детстве
- Хайсем Месба — отец Науфеля
- Мириам Лусиф — мать Науфеля
- Белламин Абделмалик — Рауф

## Отзывы
Фильм получил восторженные отзывы критиков. На Rotten Tomatoes он имеет 97% одобрения со средневзвешенной оценкой 8,1, на Metacritic оценка фильма составляет 81 из 100.
По словам Алихана Исрапилова, давшего фильму оценку 8 из 10, «Я потеряла свое тело» «кажется таким же обособленным и отделённым от анимационной индустрии мультфильмом, как отрезанная рука от тела: это яркий пример независимой анимации, способной добиться зрительских эмоций не проверенными клише, а рискованными тропами и сюрреалистичными образами».

## Награды
| Премия                                              | Дата церемонии  | Категория                                            | Получатели                      | Результат | Источники     |
| --------------------------------------------------- | --------------- | ---------------------------------------------------- | ------------------------------- | --------- | ------------- |
| Неделя критики                                      | 22 мая 2019     | Гран-при                                             | Жереми Клапен                   | Победа    | [ 7 ]         |
| Международный фестиваль анимационных фильмов в Анси | 15 июня 2019    | Cristal for a Feature Film                           | Жереми Клапен                   | Победа    | [ 8 ]         |
| Международный фестиваль анимационных фильмов в Анси | 15 июня 2019    | Audience Award                                       | Жереми Клапен                   | Победа    | [ 8 ]         |
| Общество кинокритиков Детройта                      | 9 декабря 2019  | Лучший анимационный фильм                            | «Я потеряла своё тело»          | Номинация | [ 9 ]         |
| Общество кинокритиков Сан-Диего                     | 9 декабря 2019  | Лучший анимационный фильм                            | «Я потеряла своё тело»          | Победа    | [ 10 ]        |
| Выбор критиков                                      | 12 января 2020  | Лучший анимационный полнометражный фильм             | «Я потеряла своё тело»          | Номинация | [ 11 ]        |
| Ассоциация кинокритиков Лос-Анджелеса               | 12 января 2020  | Лучший анимационный полнометражный фильм             | Жереми Клапен                   | Победа    |               |
| Ассоциация кинокритиков Лос-Анджелеса               | 12 января 2020  | Лучшая музыка к фильму                               | Дэн Леви                        | Победа    |               |
| Американская ассоциация монтажёров                  | 17 января 2020  | Лучший монтаж в анимационном полнометражном фильме   | Бенжамен Массубр                | Номинация | [ 12 ]        |
| Энни                                                | 25 января 2020  | Лучший независимый анимационный полнометражный фильм | Xilam, Netflix Animation        | Победа    | [ 13 ]        |
| Энни                                                | 25 января 2020  | Лучшая музыка в анимационном полнометражном фильме   | Дэн Леви                        | Победа    | [ 13 ]        |
| Энни                                                | 25 января 2020  | Лучший сценарий в анимационном полнометражном фильме | Жереми Клапен, Гийом Лоран      | Победа    | [ 13 ]        |
| Оскар                                               | 9 февраля 2020  | Лучший анимационный полнометражный фильм             | Жереми Клапен, Марк дю Понтавис | Номинация | [ 14 ] [ 15 ] |
| Сезар                                               | 28 февраля 2020 | Лучший анимационный фильм                            | «Я потеряла своё тело»          | Победа    | [ 16 ]        |
| Сезар                                               | 28 февраля 2020 | Лучшая музыка к фильму                               | «Я потеряла своё тело»          | Победа    | [ 16 ]        |
| Сезар                                               | 28 февраля 2020 | Лучший адаптированный сценарий                       | «Я потеряла своё тело»          | Номинация | [ 16 ]        |